# Морицсала (заповедник)
Мо́рицсала (латыш. Moricsalas dabas rezervāts) — старейший природный заповедник Латвии, основанный в 1912 году. Заповедник находится в составе национального парка Слитере, и для его посещения нужно специальное разрешение от администрации парка Слитере. Заповедник включён в единую сеть территорий, которые находятся под защитой Европейского Союза — Natura 2000.
Заповедник находится в северо-западной части Латвии, в 40 км от моря. Площадь заповедника — 818 га, куда входят залив Лузикерте (702 га), остров Морицсала (83 га) и остров Лиела-Алксните (33 га).

## История
Согласно легенде, в 1727 году курляндский курфюрст Мориц с небольшим отрядом какое-то время прятался от российской армии на острове. Название острова Морицсала закрепилось, а предыдущее местное название было утрачено.

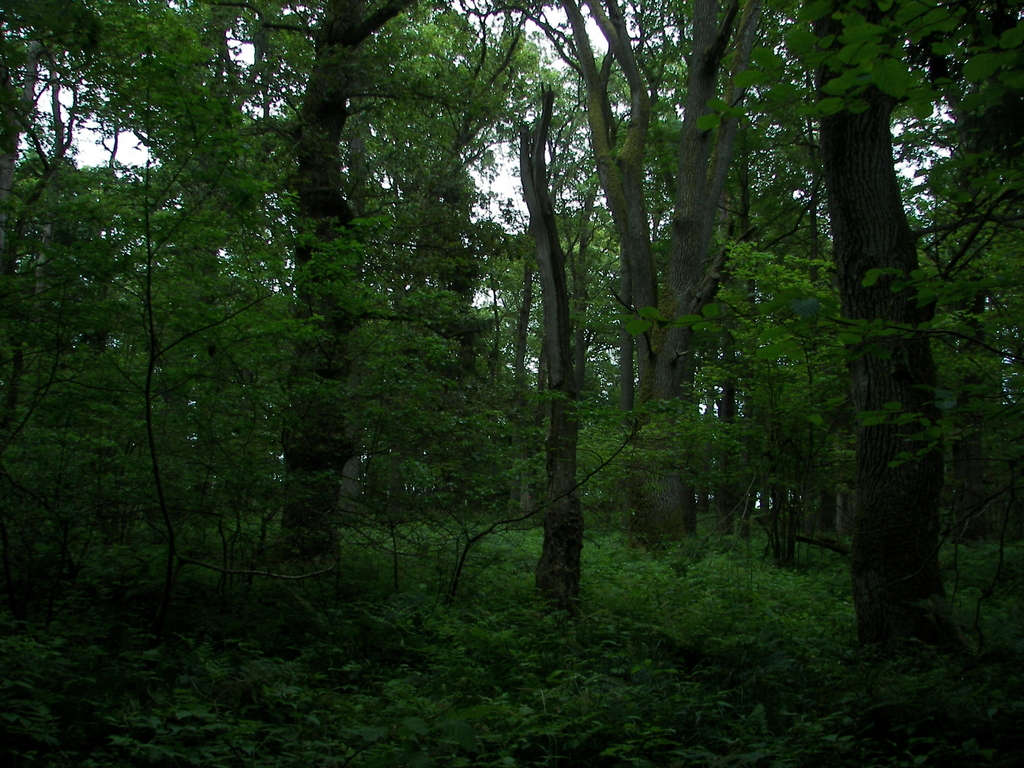
Широколиственные леса на острове Морицсала

В 1893 году на острове Морицсала, будучи ещё студентом, побывал Карл Купфер. Двадцать лет спустя, когда он стал уже известным ботаником, Купфер предложил создать заповедник. Его идею поддержало Рижское общество естествоиспытателей, и идея увенчалась успехом: 9 июня 1912 года местный лесничий передал полномочия хозяев острова Рижскому обществу естествоиспытателей. Сразу после официального получения статуса заповедника были введены строгие правила посещения острова: посещение посторонними разрешалась только по специальному разрешению Общества, за него взималась плата — 50 копеек. Первая мировая война прервала начатую научную работу по исследованию и изучению острова. После войны остров остался без хозяина, и его стали посещать толпы любопытных туристов.
В 1924 году остров снова был объявлен памятником природы и передан Министерству просвещения Латвии. На острове опять возобновилась исследовательская работа. Планировалось построить базу для научных работников, но планам вновь помешала начавшаяся война.
В течение около 20 лет остров опять находился без надзора. В 1957 году острову присваивается статус государственного заповедника, и он становится охраняемым объектом. Площадь заповедника была увеличена — в его состав был включён залив Лузикерте. Пропуска посетителям выдавало Министерство лесного хозяйства. В 1977 году в состав заповедника был включён остров Лиела-Алксните. С 1979 года заповедник Морицсала административно подчинён заповеднику Слитере.
С 2004 года территория заповедника включает в себя ключевые орнитологические территории — Морицсала и остров Вискужу.
В 2005 заповедник Морицсала получил статус заповедника Natura 2000.

## Природные ценности
В заповеднике 409 видов сосудистых растений (из них 19 в Красной книге Латвии), наиболее распространённые — семейства злаков, сложноцветных, осоковых, розоцветных, лютиковых, норичниковых, 157 видов мхов (из них — 14 в красной книге Латвии), 338 видов грибов и 82 вида лишайников (из них — 5 в красной книге Латвии). На острове Морицсала гнездятся более 40 видов птиц и встречаются около 320 видов бабочек.

### Животный мир

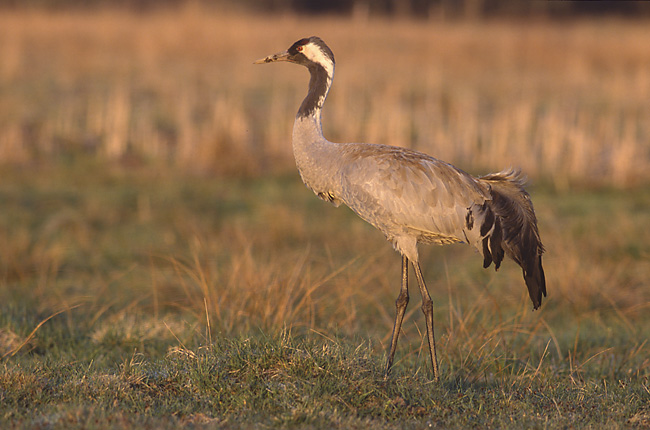
Серый журавль

В заповеднике гнездятся более 40 видов птиц, преимущественно лесные виды. Самые распространенные: зяблик, большая синица, гаичка, чёрный дрозд, пеночка-теньковка, пеночка-трещотка, зарянка, пересмешка, черноголовая славка. Из водоплавающих: большая поганка и лысуха. Из хищных птиц: осоед, чёрный коршун, ястреб-тетеревятник, канюк, чеглок.

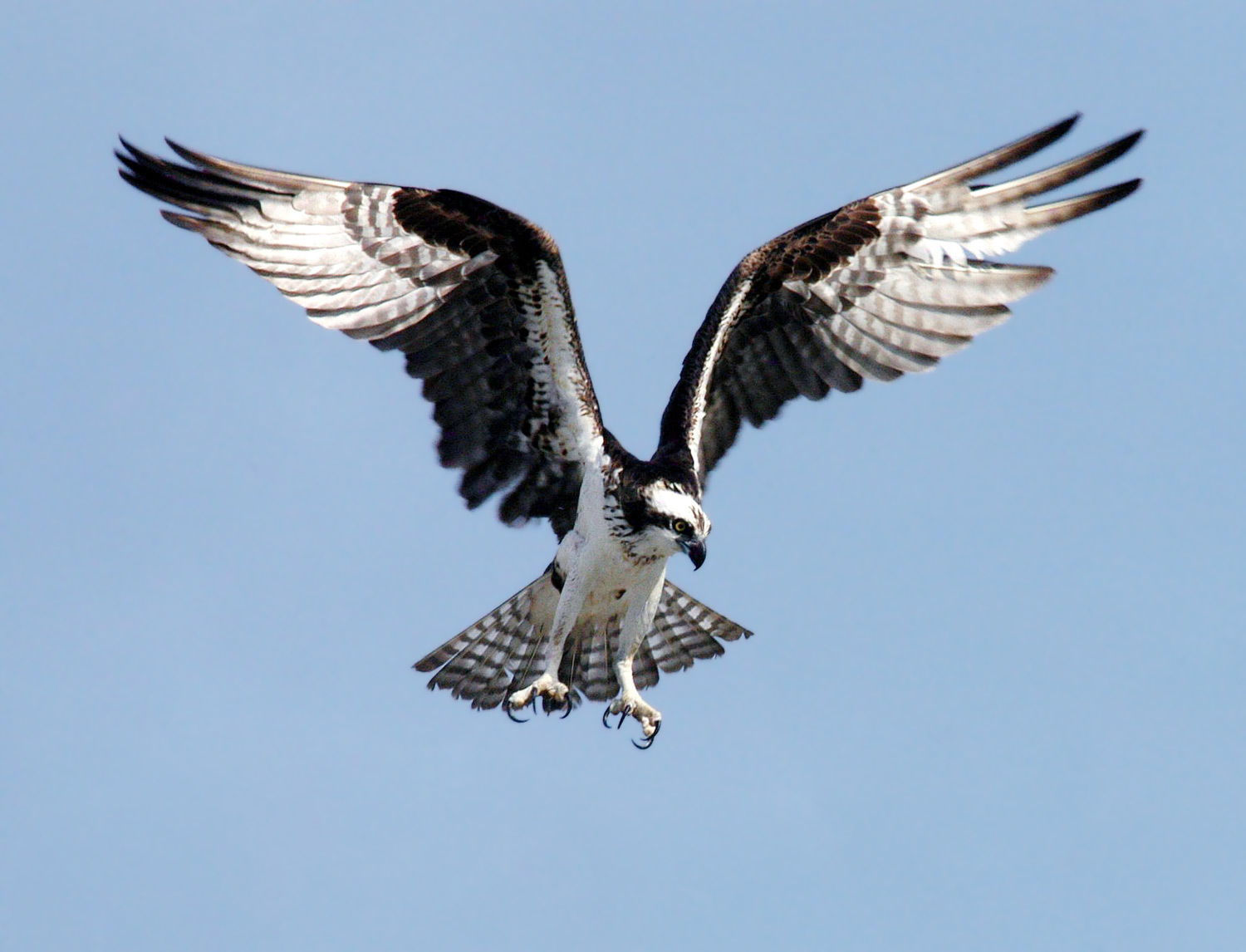
Скопа

Также обитают 9 видов птиц, которые находятся в Красной книге Латвии: белоспинный дятел, средний пёстрый дятел, клинтух, серый журавль, лебедь-кликун, большой крохаль, филин, орлан-белохвост, скопа. Заповедник Морицсала — единственное место в Латвии, где живут колонии «рыбных орлов» (скопа).
На острове Морицсала живут косули, иногда его посещают лоси, в лесах также водится енотовидная собака. Другие встречающиеся млекопитающие — олени, лесная куница, летучие мыши (среди которых есть прудовая ночница, занесённая в Красную книгу), белки, барсуки, бобры, кроты, бурозубки. В заповеднике около 320 видов бабочек, разнообразные моллюски, пауки, ногохвостки, чешуекрылые, галлицы и другие беспозвоночные..

### Растительный мир
Остров Морицсала практически целиком покрыт лесом. На острове наиболее распространены дубовые и дубово-липовые леса. Некоторые деревья достигают возраста 500 лет.

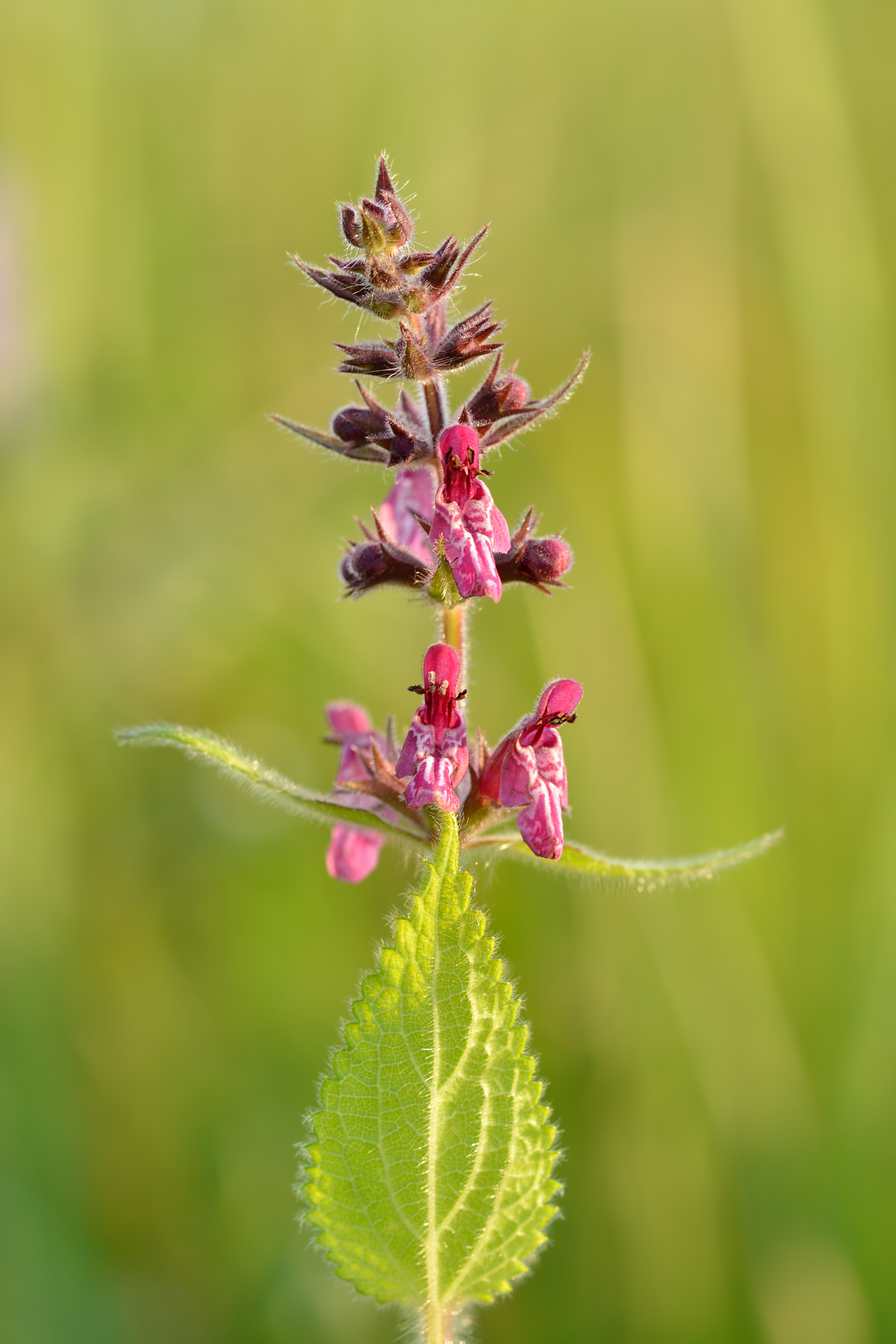
Чистец лесной

Дубовый лес покрывает возвышенную часть острова. Именно тут находятся самые старые и темные леса. Густой подлесок составляют черёмуха, лещина и рябина. Весной цветут печёночница, гусиный лук жёлтый, хохлатка, а летом — зеленчук жёлтый, сныть обыкновенная, крапива двудомная, пролесник многолетний, звездчатка дубравная, ясменник пахучий. Также для лесов характерны ландыш, фиалка удивительная, бор развесистый, купена многоцветковая, чистец лесной и различные папоротники.

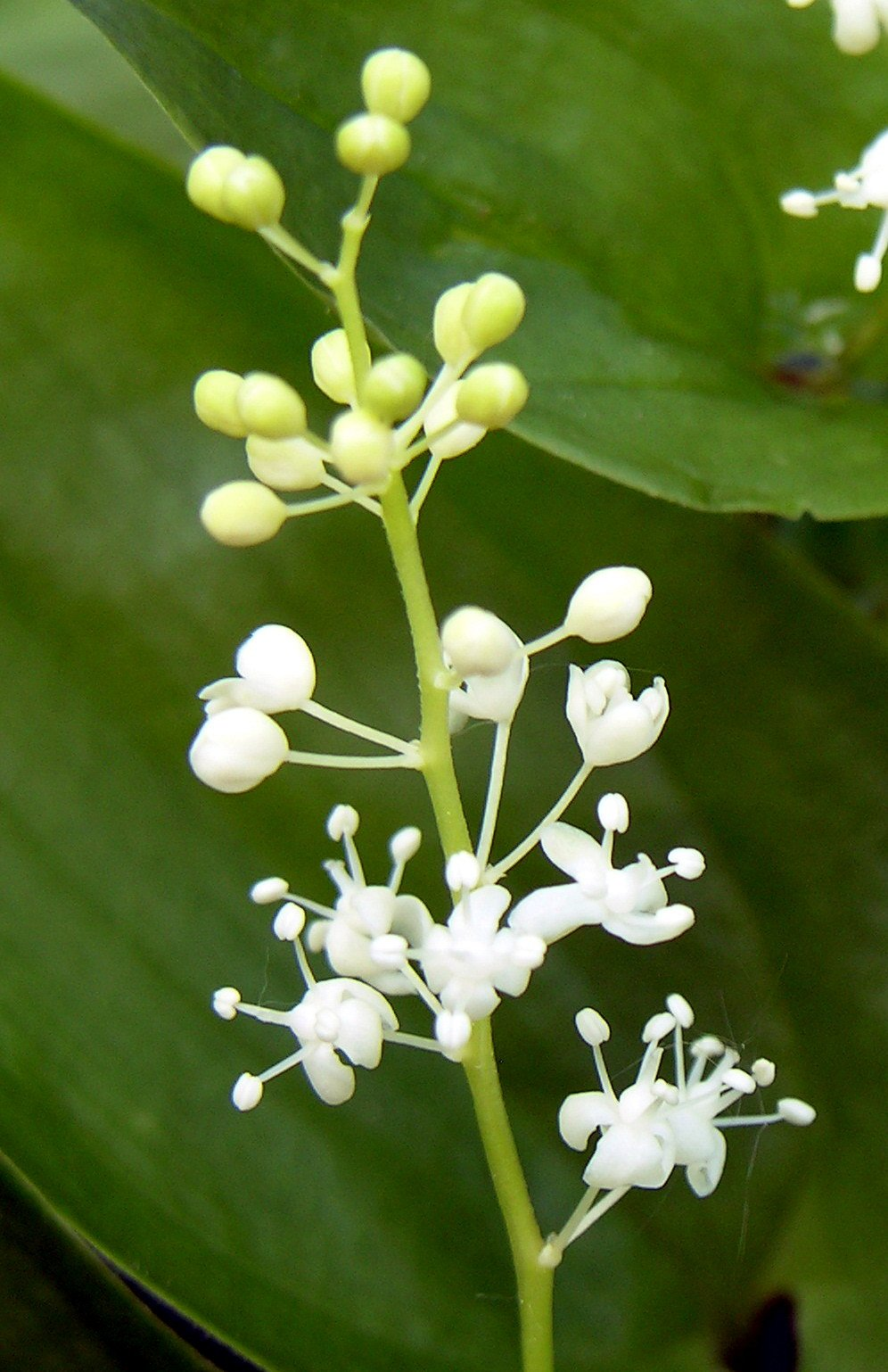
Майник двулистный

Дубово-липовые леса — самые распространённые. Они растут в основном на пологих склонах. На востоке острова они примыкают к дубовому лесу, а большая часть растёт в западной части острова. Подрост в дубово-липовом лесу образуют липа, ель, клён, осина, дуб, берёза. Травяной покров в основном образуют ясменник пахучий, пролесник многолетний, майский ландыш, звездчатка ланцетовидная, зеленчук жёлтый, звездчатка дубравная, сныть обыкновенная, кислица. Также часто встречаются: бор развесистый, щитовник игольчатый, кочедыжник женский, малина, дрёма лесная, сочевичник, купена многоцветковая.
У границ с широколиственными лесами располагаются широколиственно-хвойные леса, в которых растут кислица, черника, майник двулистный, седмичник европейский, зелёный мох, майский ландыш, звездчатка ланцетовидная, осока пальчатая, брусника, плаун годичный.

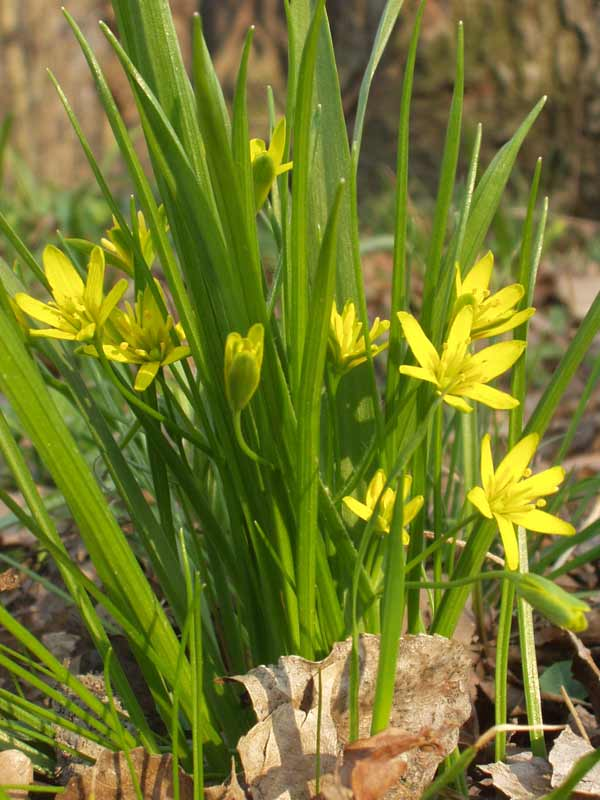
Гусиный лук жёлтый

Дубово-сосновые леса занимают среднюю часть острова. В древесном ярусе преобладают сосна и дуб, единично растут берёза, осина, клён, липа, ель, дикая яблоня. Среди кустарников доминирует рябина и лощина. Встречаются крушина, шиповник, жостер, можжевельник, калина и боярышник. Травяной ярус очень густой, его составляют орляк обыкновенный и различные мелкие травы.
Чёрноольхово-широколиственные и елово-чёрноольховые леса растут в небольших впадинах в центральной части острова и у подножий склонов.
Чёрноольхово-широколиственные леса — это влажные и тенистые леса, их образуют в основном чёрная ольха, клён, вяз полевой, ясень и липа. Среди кустарников встречаются черёмуха, лещина, чёрная смородина, рябина и ива. Травяной покров густой и неоднородный: в более высоких участках доминирует зеленчук жёлтый, сныть обыкновенная, звездчатка дубравная, пролесник многолетний, а в низинах — различные влаголюбивые виды, например, селезёночник очерёднолистный, лютик ползучий, двухлепестники парижский и альпийский, недотрога обыкновенная, подмаренник болотный. На ещё более низких местах встречается поручейник широколистный и турча болотная.
Елово-чёрноольховые леса растут в глубоких впадинах на западной части острова. Кустарников в лесах немного — местами встречается ива, рябина, черёмуха, чёрная смородина. Приствольные кочки густо покрыты папоротником. Между кочками растет белокрыльник болотный, осока удлинённая, касатик жёлтый, шлемник обыкновенный, подмаренник болотный, вербейник кистецветный.
Половину растительный покрова острова Лиела-Алксните составляют хвойные леса, а вторую часть — луга.

## В культуре
- В альбоме 1988 года группы Zodiak есть трек «Остров Морицсала».